# Liste der Lieder von Slipknot

Das Bandlogo

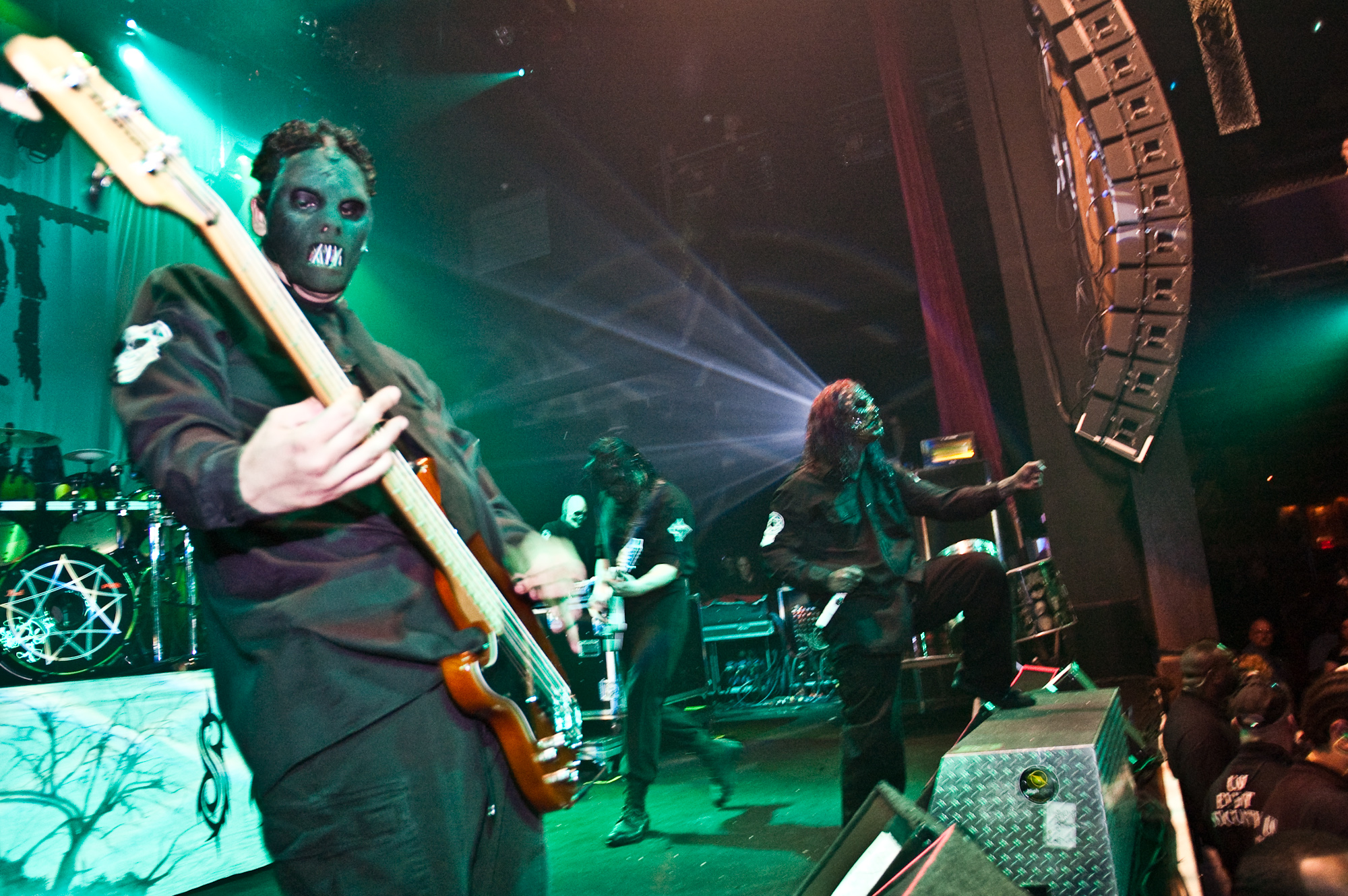
Slipknot auf einem Konzert 2005

Dies ist eine Übersicht der gesamten musikalischen Kompositionen der US-amerikanischen Metal-Musikgruppe Slipknot. Nicht berücksichtigt in dieser Auflistung wurden Remixe.

## Kompositionen

### #
| Titel        | Autoren  | Album    | Jahr |
| ------------ | -------- | -------- | ---- |
| 742617000027 | Slipknot | Slipknot | 1999 |

### A
| Titel            | Autoren  | Album                | Jahr |
| ---------------- | -------- | -------------------- | ---- |
| Acidic           | Slipknot | The End, So Far      | 2022 |
| Adderall         | Slipknot | The End, So Far      | 2022 |
| All Hope Is Gone | Slipknot | All Hope Is Gone     | 2008 |
| All Out Life     | Slipknot |                      | 2018 |
| AOV              | Slipknot | .5: The Gray Chapter | 2014 |

### B
| Titel                | Autoren  | Album                                  | Jahr |
| -------------------- | -------- | -------------------------------------- | ---- |
| Before I Forget      | Slipknot | Vol. 3: (The Subliminal Verses)        | 2004 |
| Be Prepared for Hell | Slipknot | .5: The Gray Chapter                   | 2014 |
| Birth of the Cruel   | Slipknot | We Are Not Your Kind                   | 2019 |
| The Blister Exists   | Slipknot | Vol. 3: (The Subliminal Verses)        | 2004 |
| The Burden           | Slipknot | .5: The Gray Chapter (Special Edition) | 2014 |
| Butcher's Hook       | Slipknot | All Hope Is Gone                       | 2008 |

### C
| Titel                 | Autoren  | Album                              | Jahr |
| --------------------- | -------- | ---------------------------------- | ---- |
| The Chapeltown Rag    | Slipknot | The End, So Far                    | 2022 |
| Child of Burning Time | Slipknot | All Hope Is Gone [Special Edition] | 2008 |
| Circle                | Slipknot | Vol. 3: (The Subliminal Verses)    | 2004 |
| Critical Darling      | Slipknot | We Are Not Your Kind               | 2019 |
| Custer                | Slipknot | .5: The Gray Chapter               | 2014 |

### D
| Titel                         | Autoren  | Album                                                                 | Jahr |
| ----------------------------- | -------- | --------------------------------------------------------------------- | ---- |
| Danger (Keep Away)            | Slipknot | Vol. 3: (The Subliminal Verses) (Vollversion auf der Special Edition) | 2004 |
| De Sade                       | Slipknot | The End, So Far                                                       | 2022 |
| Dead Memories                 | Slipknot | All Hope Is Gone                                                      | 2008 |
| Death Because of Death        | Slipknot | We Are Not Your Kind                                                  | 2019 |
| The Devil In I                | Slipknot | .5: The Gray Chapter                                                  | 2014 |
| Diluted                       | Slipknot | Slipknot                                                              | 1999 |
| Disasterpiece                 | Slipknot | Iowa                                                                  | 2001 |
| Don't Get Close               | Slipknot | Vol. 3: (The Subliminal Verses) [Special Edition]                     | 2005 |
| Duality                       | Slipknot | Vol. 3: (The Subliminal Verses)                                       | 2004 |
| The Dying Song (Time to Sing) | Slipknot | The End, So Far                                                       | 2022 |

### E
| Titel           | Autoren  | Album                   | Jahr |
| --------------- | -------- | ----------------------- | ---- |
| Eeyore          | Slipknot | Slipknot [Hidden Track] | 1999 |
| Everything Ends | Slipknot | Iowa                    | 2001 |
| Eyeless         | Slipknot | Slipknot                | 1999 |

### F
| Titel              | Autoren  | Album           | Jahr |
| ------------------ | -------- | --------------- | ---- |
| Finale             | Slipknot | The End, So Far | 2022 |
| Frail Limb Nursery | Slipknot | Slipknot        | 1999 |

### G
| Titel                       | Autoren  | Album                      | Jahr |
| --------------------------- | -------- | -------------------------- | ---- |
| Gehenna                     | Slipknot | All Hope Is Gone           | 2008 |
| Gematria (The Killing Name) | Slipknot | All Hope Is Gone           | 2008 |
| Gently                      | Slipknot | Iowa                       | 2001 |
| Get This                    | Slipknot | Slipknot [Special Edition] | 1999 |
| Goodbye                     | Slipknot | .5: The Gray Chapter       | 2014 |

### H
| Titel              | Autoren  | Album           | Jahr |
| ------------------ | -------- | --------------- | ---- |
| H377               | Slipknot | The End, So Far | 2022 |
| Heirloom           | Slipknot | The End, So Far | 2022 |
| The Heretic Anthem | Slipknot | Iowa            | 2001 |
| Hive Mind          | Slipknot | The End, So Far | 2022 |

### I
| Titel                    | Autoren  | Album                | Jahr |
| ------------------------ | -------- | -------------------- | ---- |
| I Am Hated               | Slipknot | Iowa                 | 2001 |
| If Rain Is What You Want | Slipknot | .5: The Gray Chapter | 2014 |
| Insert Coin              | Slipknot | We Are Not Your Kind | 2019 |
| Iowa                     | Slipknot | Iowa                 | 2001 |

### K
| Titel   | Autoren  | Album                | Jahr |
| ------- | -------- | -------------------- | ---- |
| Killpop | Slipknot | .5: The Gray Chapter | 2014 |

### L
| Titel            | Autoren  | Album                | Jahr |
| ---------------- | -------- | -------------------- | ---- |
| Lech             | Slipknot | .5: The Gray Chapter | 2014 |
| Left Behind      | Slipknot | Iowa                 | 2001 |
| A Liar’s Funeral | Slipknot | We Are Not Your Kind | 2019 |
| Liberate         | Slipknot | Slipknot             | 1999 |

### M
| Titel                 | Autoren  | Album                | Jahr |
| --------------------- | -------- | -------------------- | ---- |
| Me Inside             | Slipknot | Slipknot             | 1999 |
| Medicine for the Dead | Slipknot | The End, So Far      | 2022 |
| Metabolic             | Slipknot | Iowa                 | 2001 |
| My Pain               | Slipknot | We Are Not Your Kind | 2019 |
| My Plague             | Slipknot | Iowa                 | 2001 |

### N
| Titel                   | Autoren  | Album                           | Jahr |
| ----------------------- | -------- | ------------------------------- | ---- |
| The Nameless            | Slipknot | Vol. 3: (The Subliminal Verses) | 2004 |
| The Negative One        | Slipknot | .5: The Gray Chapter            | 2014 |
| Nero Forte              | Slipknot | We Are Not Your Kind            | 2019 |
| New Abortion            | Slipknot | Iowa                            | 2001 |
| No Life                 | Slipknot | Slipknot                        | 1999 |
| Nomadic                 | Slipknot | .5: The Gray Chapter            | 2014 |
| Not Long for This World | Slipknot | We Are Not Your Kind            | 2019 |

### O
| Titel                        | Autoren  | Album                                  | Jahr |
| ---------------------------- | -------- | -------------------------------------- | ---- |
| Only One                     | Slipknot | Slipknot                               | 1999 |
| The One That Kills the Least | Slipknot | .5: The Gray Chapter                   | 2014 |
| Opium of the People          | Slipknot | Vol. 3: (The Subliminal Verses)        | 2004 |
| Orphan                       | Slipknot | We Are Not Your Kind                   | 2019 |
| Override                     | Slipknot | .5: The Gray Chapter (Special Edition) | 2014 |

### P
| Titel                | Autoren  | Album                           | Jahr |
| -------------------- | -------- | ------------------------------- | ---- |
| People=Shit          | Slipknot | Iowa                            | 2001 |
| Prelude 3.0          | Slipknot | Vol. 3: (The Subliminal Verses) | 2004 |
| Prosthetics          | Slipknot | Slipknot                        | 1999 |
| Psychosocial         | Slipknot | All Hope Is Gone                | 2008 |
| Pulse of the Maggots | Slipknot | Vol. 3: (The Subliminal Verses) | 2004 |
| Purity               | Slipknot | Slipknot                        | 1999 |

### R
| Titel    | Autoren  | Album                | Jahr |
| -------- | -------- | -------------------- | ---- |
| Red Flag | Slipknot | We Are Not Your Kind | 2019 |

### S
| Titel        | Autoren  | Album                                             | Jahr |
| ------------ | -------- | ------------------------------------------------- | ---- |
| Sarcastrophe | Slipknot | .5: The Gray Chapter                              | 2014 |
| Scissors     | Slipknot | Slipknot                                          | 1999 |
| Scream       | Slipknot | Vol. 3: (The Subliminal Verses) [Special Edition] | 2005 |
| The Shape    | Slipknot | Iowa                                              | 2001 |
| Skeptic      | Slipknot | .5: The Gray Chapter                              | 2014 |
| Skin Ticket  | Slipknot | Iowa                                              | 2001 |
| Snuff        | Slipknot | All Hope Is Gone                                  | 2008 |
| Solway Firth | Slipknot | We Are Not Your Kind                              | 2019 |
| Spiders      | Slipknot | We Are Not Your Kind                              | 2019 |
| Spit It Out  | Slipknot | Slipknot                                          | 1999 |
| Sulfur       | Slipknot | All Hope Is Gone                                  | 2008 |
| Surfacing    | Slipknot | Slipknot                                          | 1999 |

### T
| Titel           | Autoren  | Album                           | Jahr |
| --------------- | -------- | ------------------------------- | ---- |
| Tattered & Torn | Slipknot | Slipknot                        | 1999 |
| This Cold Black | Slipknot | All Hope Is Gone                | 2008 |
| Three Nil       | Slipknot | Vol. 3: (The Subliminal Verses) | 2004 |

### U
| Titel     | Autoren  | Album                | Jahr |
| --------- | -------- | -------------------- | ---- |
| Unsainted | Slipknot | We Are Not Your Kind | 2019 |

### V
| Titel             | Autoren  | Album                           | Jahr |
| ----------------- | -------- | ------------------------------- | ---- |
| Vendetta          | Slipknot | All Hope Is Gone                | 2008 |
| Vermilion         | Slipknot | Vol. 3: (The Subliminal Verses) | 2004 |
| Vermilion Pt. 2   | Slipknot | Vol. 3: (The Subliminal Verses) | 2004 |
| The Virus of Life | Slipknot | Vol. 3: (The Subliminal Verses) | 2004 |

### W
| Titel                 | Autoren  | Album                           | Jahr |
| --------------------- | -------- | ------------------------------- | ---- |
| Wait and Bleed        | Slipknot | Slipknot                        | 1999 |
| Warranty              | Slipknot | The End, So Far                 | 2022 |
| Welcome               | Slipknot | Vol. 3: (The Subliminal Verses) | 2004 |
| What’s Next           | Slipknot | We Are Not Your Kind            | 2019 |
| Wherein Lies Continue | Slipknot | All Hope Is Gone                | 2008 |

### X
| Titel | Autoren  | Album                | Jahr |
| ----- | -------- | -------------------- | ---- |
| XIX   | Slipknot | .5: The Gray Chapter | 2014 |

### Y
| Titel | Autoren  | Album           | Jahr |
| ----- | -------- | --------------- | ---- |
| Yen   | Slipknot | The End, So Far | 2022 |

### Weitere
| Titel       | Autoren  | Album                              | Jahr |
| ----------- | -------- | ---------------------------------- | ---- |
| (515)       | Slipknot | Iowa                               | 2001 |
| .execute    | Slipknot | All Hope Is Gone                   | 2008 |
| (sic)       | Slipknot | Slipknot                           | 1999 |
| 'Til We Die | Slipknot | All Hope Is Gone [Special Edition] | 2008 |

## Demoaufnahmen
| Titel                | Autoren  | Album                                 | Jahr |
| -------------------- | -------- | ------------------------------------- | ---- |
| Confessions          | Slipknot | Mate. Feed. Kill. Repeat.             | 1996 |
| Despise              | Slipknot | Slipknot Demo                         | 1998 |
| Dogfish Rising       | Slipknot | Mate.Feed.Kill.Repeat. [Hidden Track] | 1996 |
| Do Nothing/Bitchslap | Slipknot | Mate.Feed.Kill.Repeat.                | 1996 |
| Gently               | Slipknot | Mate.Feed.Kill.Repeat.                | 1996 |
| Interloper           | Slipknot | Slipknot Demo                         | 1998 |
| Killers are Quiet    | Slipknot | Mate.Feed.Kill.Repeat.                | 1996 |
| Only One             | Slipknot | Mate.Feed.Kill.Repeat.                | 1996 |
| Slipknot             | Slipknot | Mate.Feed.Kill.Repeat.                | 1996 |
| Snap                 | Slipknot | Slipknot Demo                         | 1998 |
| Some Feel            | Slipknot | Mate.Feed.Kill.Repeat.                | 1996 |
| Tattered & Torn      | Slipknot | Mate.Feed.Kill.Repeat.                | 1996 |